# Języki świata
Języki świata – na świecie używanych jest ponad 7 tysięcy języków. Dokładne ustalenie tej liczby utrudnia brak zgody wśród językoznawców co do klasyfikacji niektórych kodów komunikacyjnych jako odrębnych języków bądź dialektów. Przeważająca część języków świata to języki niewielkich społeczności, które pozostają w formie bezpiśmiennej. Szacuje się, że do 2100 roku wymrze ponad połowa obecnie używanych języków na świecie, dlatego że są używane przez bardzo małą liczbę użytkowników. Najpopularniejsze języki ojczyste to: mandaryński (jeden z języków chińskich) (1213 mln użytkowników), angielski (1200 mln), hiszpański (550 mln), hindi (450 mln) i arabski (390 mln).
Podstawową jednostką klasyfikacji języków jest rodzina językowa. W obrębie rodziny mniejszymi jednostkami są: grupa i zespół. Czasem wyróżnia się też dodatkowe jednostki pośrednie, jak podrodzina i gałąź.
Rodziny językowe są łączone w jednostki wyższego rzędu: makrorodziny i fyle. Są one jednak rzadko stosowane, gdyż udowodnienie pokrewieństwa poszczególnych rodzin między sobą jest trudne i z reguły ma charakter hipotetyczny. Niekiedy uważa się, że wszystkie ludzkie języki wywodzą się od jednego prajęzyka, nazywanego Proto-Human (zob. prajęzyk ludzkości).

## Podstawowa klasyfikacja języków świata

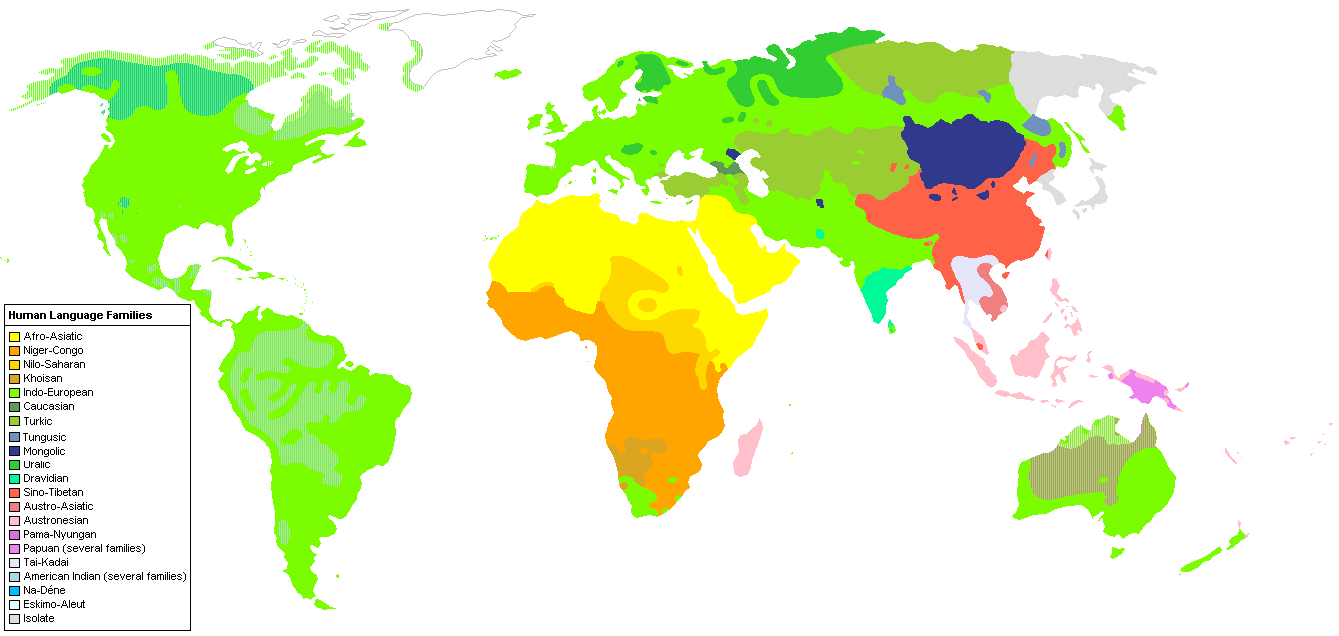
Mapa rodzin językowych świata

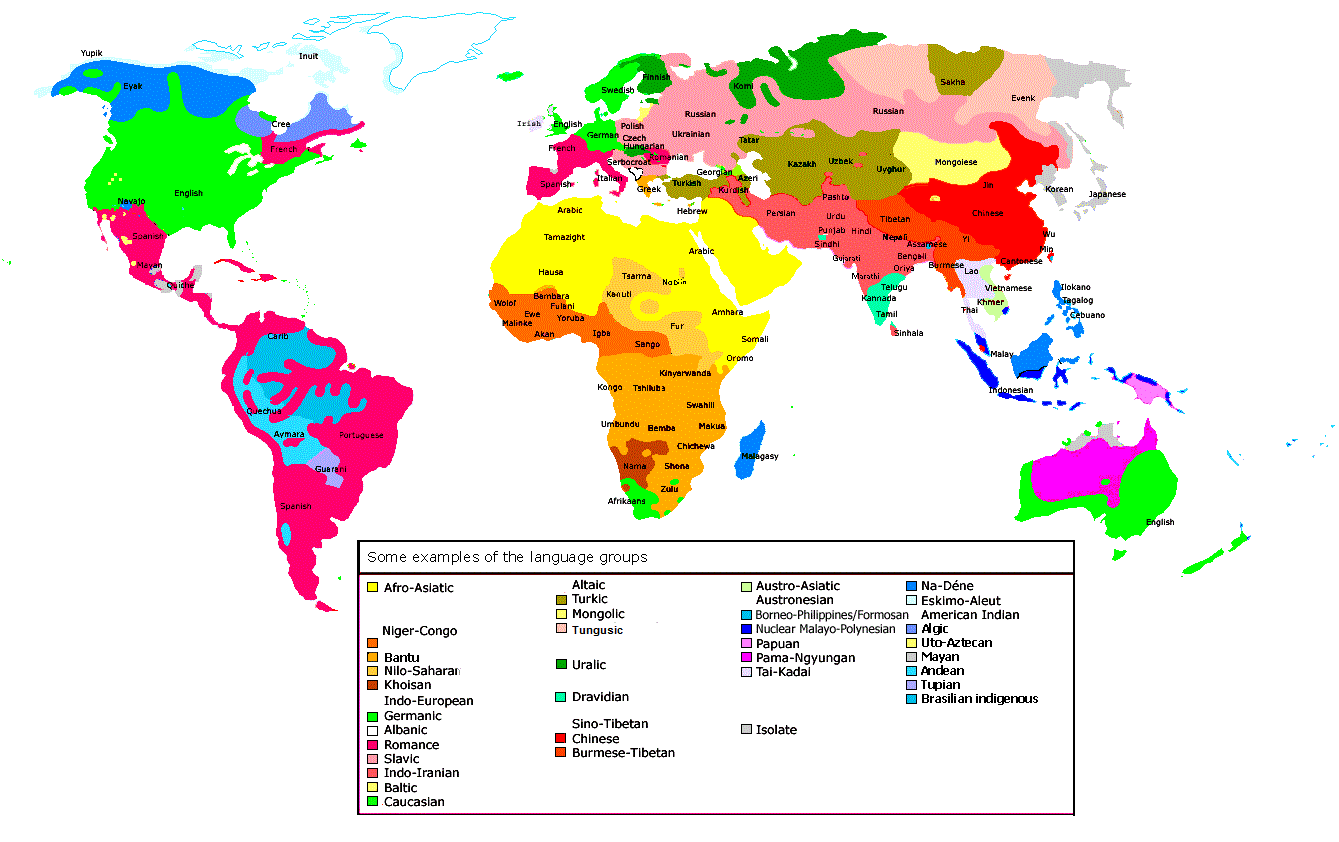
Rozmieszczenie najważniejszych języków świata

Procentowy udział rodzin językowych wśród mieszkańców świata

Dokładniejsze klasyfikacje znajdują się w hasłach dotyczących poszczególnych rodzin i grup.

### Eurazja
- Języki indoeuropejskie – pod względem liczby mówiących (ok. 45% mieszkańców Ziemi) największa rodzina językowa świata. Obejmuje języki z terenów Europy i Azji Środkowo-Zachodniej, obecnie rozpowszechnione na wszystkich kontynentach.
  - Języki albańskie
  - Języki anatolijskie (wymarłe)
  - Języki bałtyckie
  - Języki celtyckie
  - Języki germańskie
  - Języki helleńskie
  - Języki indoaryjskie
  - Języki irańskie
  - Języki italskie (wraz z językami romańskimi)
  - Języki nuristańskie
  - Języki słowiańskie
  - Języki tocharskie (wymarłe)
  - Języki tracko-ormiańskie
  - oraz luźno związane ze sobą, wymarłe języki paleobałkańskie (w tym języki ilirskie)
- Języki tyrreńskie – wymarła starożytna rodzina z okolic Morza Śródziemnego
- Języki uralskie – języki z północnej Eurazji i Węgier, ze względu na odrębność języka jukagirskiego coraz częściej nazywana uralsko-jukagirską
  - Język jukagirski
  - Języki ugrofińskie
  - Języki samojedzkie
- Języki ałtajskie – języki Azji północnej, środkowej i Turcji, ok. 6% ziemskiej populacji, przez większość językoznawców rodzina ałtajska jest uznawana za ligę językową, a jej grupy klasyfikowane są jako odrębne rodziny
  - Języki turkijskie
  - Języki mongolskie
  - Języki tungusko-mandżurskie
- Języki czukocko-kamczackie – wymierające języki północno-wschodniej Syberii
  - Język czukocki
  - Język koriacki
  - Język kerecki
  - Język alutorski
  - Język itelmeński
- Języki drawidyjskie – języki południowych Indii i Sri Lanki, ok. 3% ziemskiej populacji, ze względu na włączanie przez niektórych językoznawców w obręb rodziny języka elamickiego nazywana czasami elamo-drawidyjską
  - Języki północno-zachodniodrawidyjskie
  - Języki środkowodrawidyjskie
  - Języki południowodrawidyjskie
- Języki abchasko-adygijskie (północno-zachodniokaukaskie) – wymierające języki ze wschodniego wybrzeża Morza Czarnego
- Języki północno-wschodniokaukaskie – języki Czeczenii i Dagestanu, dawniej używane też na terenach Bliskiego Wschodu
- Języki kartwelskie (południowokaukaskie) – język gruziński i pokrewne dialekty
- Języki chińsko-tybetańskie – języki wschodniej i południowo-wschodniej Azji, pod względem liczby mówiących druga rodzina językowa świata (ok. 22% ziemskiej populacji)
  - Języki chińskie
  - Języki kareńskie
  - Języki tybeto-birmańskie
- Języki dajskie – języki południowo-wschodniej Azji, ok. 1,5% ziemskiej populacji
  - Języki lati-gelao
  - Języki li-laqua
  - Języki be-kam-tai
- Języki austroazjatyckie – języki południowo-wschodniej Azji, Bangladeszu i wschodnich Indii, ok. 2% ziemskiej populacji
  - Języki munda
  - Języki mon-khmer
- Języki hmong-mien (języki miao-yao) – niewielka rodzina języków południowych Chin i południowo-wschodniej Azji
  - Język miao
  - Języki yao
- Języki jenisejskie – wymierające języki środkowej Syberii

### Afryka
- Języki afroazjatyckie – języki Afryki północnej i Bliskiego Wschodu, ok. 5% ziemskiej populacji
  - Języki semickie – rodzina języków używana w północnej Afryce i na Bliskim wschodzie. Współcześnie do najważniejszych języków rodziny semickiej zaliczają się:
    - Języki etiopskie – grupa języków używanych na terenie Etiopii
      - Język amharski
      - Język tigrinia

    - Język arabski – Język używany głównie przez kraje wyznające islam
    - Języki kananejskie – grupa języków używanych na terenie dzisiejszej Palestyny, jedynym niewymarłym językiem jest
      - Język hebrajski

    - Język maltański – Język używany na terenie Malty

  - Języki berberyjskie
  - Języki omockie
  - Języki czadyjskie
  - Język egipski
  - Języki kuszyckie
- Języki nilo-saharyjskie – języki górnego dorzecza Nilu, Czadu i Sudanu
  - Języki songhaj
  - Języki saharyjskie
  - Języki magan
  - Języki fur
  - Języki wschodniosudańskie
  - Języki środkowosudańskie
  - Języki berta
  - Języki kunama
  - Języki komuz
- Języki nigero-kongijskie – języki Afryki subsaharyjskiej, ok. 6% ziemskiej populacji
  - Języki atlantyckie
  - Języki mande
  - Języki woltyjskie
  - Języki kwa
  - Języki benue-kongijskie (tu należą m.in. języki bantu)
  - Języki adamawa-ubangi
  - Języki kordofańskie
- Języki khoisan – języki Buszmenów i Hotentotów, posiadają charakterystyczne mlaski
  - Język hadza
  - Język sandawe
  - Języki północne khoisan
  - Języki środkowe khoisan
  - Języki południowe khoisan

### Ameryka Północna
- Języki eskimo-aleuckie – podbiegunowe języki Czukotki, Alaski, północnej Kanady i Grenlandii
  - Języki eskimoskie
  - Języki aleuckie
- Języki na-dene – rdzenne języki Ameryki Północnej
  - Język haida
  - Język tlingit
  - Języki atapaskańskie
- Języki algijskie
  - Języki algonkiańskie
- Języki makrosiouańskie – nadrodzina, często nieuznawana
  - Języki siouańskie
  - Języki irokeskie
  - Języki kaddo
- Języki juma
- Języki mixe-zoque
- Języki majańskie (maja)
- Języki muskogejskie (muskogi)
- Języki otomang
- Języki penutiańskie
- Języki salisz
- Języki uto-azteckie
- Języki wakaskie (wakasz)

### Ameryka Południowa
- Języki tupi
  - Języki tupi-guarani
- Języki ajmarskie (ajmara)
- Języki araukańskie
- Języki arawackie
- Języki czibczańskie
- Języki że
- Języki karibi
- Języki keczua
- Języki mura

### Australia i Oceania
- Języki indopacyficzne – rdzenne języki Tasmanii, Nowej Gwinei i Oceanii, hipotetyczna makrorodzina lub fyla językowa zaproponowana przez Josepha Greenberga
  - Języki tasmańskie
  - Języki andamańskie
  - Języki transnowogwinejskie
  - Języki zachodniopapuaskie
  - Języki wschodniej Ptasiej Głowy
  - Języki geelvink
  - Języki sko
  - Języki kwomtari-baibai
  - Języki arai
  - Języki amto-musian
  - Języki torricelli
  - Języki sepik-ramu
  - Języki wschodniopapuaskie
- Języki austronezyjskie – rdzenne języki Oceanii i Azji Południowo-Wschodniej, ok. 4% ziemskiej populacji
  - Języki atajalskie
  - Języki tsou
  - Języki pajwańskie
  - Języki malajsko-polinezyjskie
- Języki australijskie – wymierające rdzenne języki Australii, hipotetyczna makrorodzina, przez część językoznawców rozbijana na wiele niezależnych rodzin

### Języki izolowane
Języki, których przynależność jest nieznana lub dyskutowana
- Język ajnuski
- Język baskijski
- Język buruszaski
- Język japoński, wraz z językami riukiu
- Język koreański
- Język kusunda
- Język nihali
- Język niwchijski
- Język sumeryjski

## Najczęściej używane języki świata
Tabelę opracowano na podstawie danych z CIA World Factbook

Dane z 2016

Ludność świata 7323 mln
- chiński 12,2%
- hiszpański 5,8%
- angielski 4,6%
- arabski 3,6%
- hindi 3,6%
- portugalski 2,8%
- bengalski 2,6%
- rosyjski 2,3%
- japoński 1,7%
- zachodniopendżabski 1,2%
- jawajski 1,2%